# Ованнисян, Лерник Лентрушевич
Лерник Лентрушевич Ованнисян (арм. Լեռնիկ Լենտրուշի Հովհաննիսյան; род. 24 июля 1973, Дашалты) — государственный деятель непризнанной Нагорно-Карабахской Республики (НКР), министр культуры, молодежи и туризма НКР (2018—2020), депутат Национального собрания НКР VI созыва (2015—2020).

## Биография
Родился 24 июля 1973 года в селе Карин-Так, Шушинский район, Нагорно-Карабахская АО, Азербайджанская ССР, СССР. С 1980 года учился в местной средней школе, с 8-го класса продолжил учебу в Ереване, в школе № 10 имени Айрика Хримяна с арменоведческим уклоном.
Во время Первой карабахской войны служил в 52-м батальоне Шушинского оборонительного района Армии обороны НКР.
В 1996 году окончил исторический факультет Ереванского государственного университета, в 1997—2000 годах учился в аспирантуре в Арцахском государственном университете.
С 1999 года работал преподавателем на кафедре истории в Арцахском государственном университете, позднее — старшим преподавателем. В 2013—2015 годах работал заместителем министра культуры и молодёжи НКР.
3 мая 2015 избран Национального собрания НКР VI созыва по мажоритарной системе на избирательном участке № 10, избирался от партии «Дашнакцутюн» и входил в её фракцию в Национальном собрании. Работал заместителем председателя постоянной комиссии по вопросам обороны, безопасности и правопорядка.
2 июля 2018 года президент НКР Бако Саакян назначил Ованнисяна министром культуры, молодёжи и туризма НКР вместо снятого с должности Сергея Шахвердяна. В 2020 году структура министерств была изменена и вместо Ованнисяна министром образования, науки, культуры и спорта была назначена Лусине Караханян.
Состоит в браке, имеет троих детей. Член партии «Дашнакцутюн».
Автор 10 научных работ. Вёл авторскую передачу «Наша страна» (арм. Մեր երկիր) на Арцахском общественном телевидении.